# Harry Lubin
Pour les articles homonymes, voir Lubin.
Harry Lubin est un compositeur américain né le 5 mars 1906 et mort le 21 juillet 1977.

## Filmographie
- 1930 : My Jewish Mother
- 1948 : Caged Fury
- 1948 : Mr. Reckless
- 1948 : Waterfront at Midnight
- 1948 : Disaster
- 1949 : Fireside Theatre (en) (série TV)
- 1950 : Wyoming Mail
- 1952 : Our Miss Brooks (série TV)
- 1953 : Letter to Loretta (série TV)
- 1956 : Zane Grey Theater (série TV)
- 1964  : The Outer Limits (série TV)